# بقراقة
بقراقة قرية تتبع منطقة مصياف في غرب محافظة حماة في سورية.
تقع على بعد 6 كم شمال مصياف وتتبع لها قريتا طيرجملة ومشتى ديرماما، ويبلغ عدد سكان هذه القرى 4,000 نسمة.
تعمل غالبية السكان في زراعة الأشجار المثمرة مثل الجوز والرمان والزيتون والتين.